# Steingrab Räuberhauptmannsberg

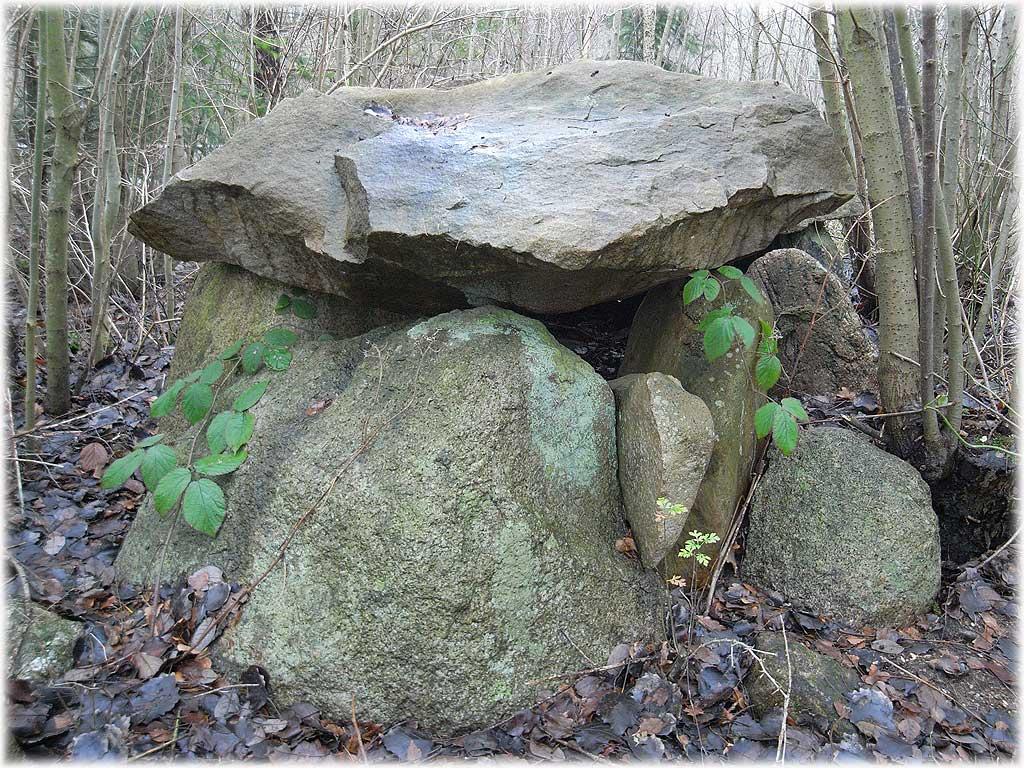
Steingrab Räuberhauptmannsberg

Das Steingrab Räuberhauptmannsberg befindet sich auf einer Verkehrsinsel an der Bundesstraße 200 bei Wassersleben. Wassersleben ist ein kleiner Badeort am Ende der Flensburger Förde, es gehört zur Gemeinde Harrislee im Kreis Schleswig-Flensburg in Schleswig-Holstein. Die Megalithanlage der Trichterbecherkultur (TBK) entstand zwischen 3500 und 2800 v. Chr. 
Die Grabkammer wurde 1934 bei der Anlage eines Kellers in einem Sommerhaus entdeckt. Die Kammer besteht aus 11 Tragsteinen und 3 Decksteinen. Bei der Ausgrabung wurden zwei Nachbestattungen aus der Bronzezeit festgestellt, eine Körper- und eine Brandbestattung. Beigaben waren u. a. zwei Bronzedolche, ein Bronzearmring und ein bronzener Pfriem. Die Funde sind verschollen.